# 土曜エクスプレス・週刊洋二
『土曜エクスプレス・週刊洋二』（どようエクスプレス・しゅうかんようじ）は、1992年10月10日から1993年7月17日まで札幌テレビ (STV) で放送されていた情報バラエティ番組で、STVアナウンサー・木村洋二の冠番組である。

## 概要
放送時間は土曜 18:30 - 19:00 (JST) 。スポンサーは北海道旅客鉄道（JR北海道）・JR北海道グループだった。
日曜17時台に放送されていた『仲間は最高!サンデー洋二』をリニューアルした番組で、毎回道内の気になる情報を週刊誌スタイルで生放送で伝えていた。
| STVテレビ 土曜18:30枠               | STVテレビ 土曜18:30枠      | STVテレビ 土曜18:30枠                                             |
| 前番組                              | 番組名                     | 次番組                                                            |
| ----------------------------------- | -------------------------- | ----------------------------------------------------------------- |
| お笑いマンガ道場 ※日曜12:30枠へ移動 | 土曜エクスプレス・週刊洋二 | モグモグGOMBO ※土曜17:00枠から移動 以降は日本テレビとの同時ネット |
| STVテレビ JR北海道提供番組          |                            |                                                                   |
| 仲間は最高!サンデー洋二             | 土曜エクスプレス・週刊洋二 | どさんこワイド212                                                 |